# Devin Davis
Devin Davis, né le 29 mars 1995 à Indianapolis, Indiana, est un joueur américain de basket-ball évoluant au poste d'ailier.

## Biographie

### Carrière universitaire
Entre 2013 et 2015, il joue pour les Hoosiers de l'Indiana à l'université de l'Indiana à Bloomington.
En 2015, il intègre l'Odessa College (en).
Entre 2016 et 2018, il joue pour les Cougars de Houston à l'université de Houston.

### Carrière professionnelle

#### Magic de Lakeland (2018-2019)
Le 21 juin 2018, automatiquement éligible à la draft NBA 2018, il n'est pas sélectionné.
Le 27 septembre 2018, il signe avec le Magic d'Orlando. Le 12 octobre 2018, il est libéré de son contrat et devient agent libre.
Le 23 octobre 2018, il intègre l'équipe de G-League d'Orlando, le Magic de Lakeland.

#### G.S. Lavrio B.C. (2019-2021)
Le 10 août 2019, il part en Grèce où il signe au G.S. Lavrio B.C. (en).

#### ESSM Le Portel (2021-2022)
Le 13 juillet 2021, il arrive en France et signe avec l'ESSM Le Portel.

#### Peristéri BC (depuis 2022)
Davis rejoint le Peristéri BC, club de la banlieue d'Athènes, pour la saison 2022-2023.

#### Naples Basket
Devin Davis s'engage avec le Naples Basket le 15 novembre 2022.

## Statistiques
Gras = ses meilleures performances

### Universitaires
| Saison        | Équipe              | Matchs | Titul. | Min./m | % Tir | % 3pts | % LF | Rbds/m. | Pass/m. | Int/m. | Ctr/m. | Pts/m. |
| ------------- | ------------------- | ------ | ------ | ------ | ----- | ------ | ---- | ------- | ------- | ------ | ------ | ------ |
| 2013-2014     | Indiana             | 29     | 1      | 8,8    | 52,9  | 0,0    | 66,7 | 2,55    | 0,00    | 0,17   | 0,45   | 2,41   |
| 2014-2015     | Indiana             | -      | -      | -      | -     | -      | -    | -       | -       | -      | -      | -      |
| 2014-2015     | Odessa College (en) | 32     | 32     | 18,1   | 50,5  | 31,0   | 75,1 | 8,22    | 1,56    | 1,41   | 0,69   | 16,84  |
| 2016-2017     | Houston             | 20     | 13     | 20,9   | 45,8  | 25,0   | 57,1 | 5,25    | 0,95    | 0,70   | 0,50   | 8,25   |
| 2017-2018     | Houston             | 35     | 35     | 26,0   | 48,8  | 14,3   | 68,0 | 6,26    | 1,31    | 0,66   | 0,69   | 10,89  |
| Carrière NCAA | Carrière NCAA       | 84     | 49     | 18,8   | 48,4  | 18,2   | 64,4 | 4,74    | 0,77    | 0,50   | 0,56   | 7,33   |
| Carrière JUCO | Carrière JUCO       | 32     | 32     | 18,1   | 50,5  | 31,0   | 75,1 | 8,22    | 1,56    | 1,41   | 0,69   | 16,84  |